# Isidoro Raponi
Isidoro Raponi, né à Frosinone le 30 juin 1945 et mort à Los Angeles le 27 mai 2022, est un responsable d'effets spéciaux italien. Il est spécialiste expert en effets spéciaux et mécaniques au cinéma. Il est l'un des principaux concepteurs et opérateurs, aux côtés de Carlo Rabaldi, de l'animatronic alien dans le film E.T. l'extra-terrestre de 1982.

## Biographie
Né le 30 juin 1945 à Frosinone, en Italie, Isidoro Raponi est apprenti chez Carlo Rambaldi. Il a 18 ans lorsqu'il est engagé par Rambaldi en 1963 et, au cours des 15 années suivantes, il contribue à une série de films italiens.
En 1975 il s'installe à Los Angeles pour travailler sur le remake de King Kong produit par Dino De Laurentiis en 1976, pour lequel Rambaldi reçoit un prix spécial aux Oscars.
À la fin des années 1970, Isidoro Raponi se met à son compte et fournit des effets mécaniques pour des films tels que Tron (1982) et Les Aventuriers de la 4e dimension (1985). Pour l'adaptation Disney de La Foire des ténèbres (Something Wicked This Way Comes) (1983) de Ray Bradbury, il a construit une série de tarentules mécaniques.
Isidoro Raponi a pris sa retraite en 2008, mais est revenu pour une dernière mission dans le film Argo (2012) de Ben Affleck.
Il est mort le 27 ou 28 mai 2022 d'une insuffisance cardiaque dans un centre de réadaptation de Los Angeles à l'âge de 76 ans.